# Свинарство
Свина́рство, галузь тваринництва — розведення свиней для одержання м'яса (свинини) і сала, а також шкіри і щетини.
Завдяки багатоплідності, скоростиглості, великій забійній вазі при порівняно незначній витраті кормів на одиницю продукції, свинина відіграє головну роль в загальному виробництві м'яса (в УРСР 1970 — 46 %). Вона майже вдвічі поживніша за яловичину і баранину. Завдяки цим прикметам значення свинарства постійно зростає, зокрема з поч. 19 ст. — зі збільшенням попиту на м'ясні продукти швидко зростаючого населення міст. Зростання кількості свиней у світі (у млн тонн): 1938-39 — 296, 1965-66 — 588, і вже зараз поголів'я свиней у світі становить понад 850 млн голів, більше половини його зосереджено в Азії. Китай посідає перше місце у світі за кількістю свиней (майже 50 % світового виробництва). За обсягом свинарства вирізняються також США (10,3 % світового виробництва), Бразилія, ФРН, Данія, Франція, Велика Британія, Нідерланди, Угорщина. Нині існує понад 600 порід свиней різних напрямків продуктивності (м'ясні, сальні, беконні, м'ясо-сальні).

## Історія свинарства у світі
Археологічні дослідження вказують на те, що свиня була одомашнена людиною після собаки приблизно 9 тис. років тому. Одомашнили дику свиню, безперечно, землеробські народи. У всякому разі, історикам не відомо ні одне первісне плем'я, яке не знало б землеробства, але розводило свиней. Для одомашнення свині, як, мабуть, і більшості інших тварин, були потрібні осілість і досить влаштований побут. Порівнюючи дослідження ДНК викопних решток свиней та сучасних, вчені-генетики зробили висновки, що первинні центри доместикації свиней знаходились на території сучасного Китаю та Малої Азії. Найдавніші рештки одомашненої свині в Європі датують 5 тис. до н. е. Аристократія Стародавнього Риму високо цінила і широко використовувала свинину як продукт харчування. Вже в ті часи була виведена неаполітанська порода свиней з дуже високими смаковими якостями м'яса і сала. В Англії з середини XVII сторіччя — періоду зародження й інтенсивного розвитку капіталізму, будівництва фабрик і заводів, розбудови крупних міст — виникла нагальна необхідність заміни пізнозрілих галузей тваринництва на скорозрілі, яким є свинарство.

## Історія свинарства в Україні
На українських землях свинарство відоме з неоліту (зокрема у носіїв  трипільської культури). На той час свинарство носило екстенсивний характер вирощування, адже утримували свиней, як правило, більше року, а про збалансований раціон годівлі на той час навіть мови не могло йти. За княжої доби і згодом свинарство мало напівдикий характер: влітку свиней випасали у лісах, переважно букових і дубових, взимку тримали їх у примітивних приміщеннях; ці форми збереглися подекуди (наприклад, у Карпатах) і в 19 ст. (в степах пасли свиней і в 20 ст.). У другій пол. 19 і на початку 20 ст. свинарство відігравало чимраз більше значення у сільськогосподарстві України, зокрема для малоземельних селян, бо свиней було легко вигодувати і збути; джерелом корму для свиней була картопля і відходи сільських господарств та їжі. Поголів'я свиней впало на початку 1920-их pp. до половини кількості 1916 р., але вже 1928 в УРСР було 8,6 млн свиней (1916 — 6,5). Внаслідок колективізації кількість свиней зменшилася в УРСР з 7,0 млн у 1929 до 4,5 у 1930 і 2,0 у 1933, пізніше швидко зросла до 7,7 у 1938. В результаті другої світової війни поголів'я свиней втретє сильно впало: з 9 186 у 1940 до 2889 тис. у 1946; 1952 досягло довоєнного стану і далі постійно зростає (у тис.): 1955 — 9026, 1960 — 16452, 1965 — 19 777, 1970 — 20 289, 1972 — 21 397, 1974 — 20 177 (28,8 % всього поголів'я в СРСР). Ще швидше зросло виробництво свинини (у забійний вазі, тис. т): 1940 — 568, 1960 — 955, 1970 — 1 331, 1972 — 1 538 (30 % виробництва всього СРСР).
Станом на 2015 рік в Україні утримують близько 7,7 млн свиней. Понад половина з них (60 %) утримуються в господарствах населення, інші — на свинофермах.

## Розповсюдження
Більше половини світового поголів'я свиней (936 800 000 голів, 1997) припадає на країни Азії (Китай, Японія, Республіка Корея, країни півострова Індокитай), близько третини — на країни Європи (ФРН, Франція, Італія, Велика Британія, Росія, Україна, Польща) і близько 10 % на США.

## Породи
Основні породи свиней такі: велика біла, українська степова біла, українська степова ряба, миргородська, полтавська м'ясна, ландрас, п'єтрен, уельс, українська м'ясна, дюрок, йокширська та інші. Протягом 25-30 останніх років на території України зникли такі породи свиней: мангалицька, кролевецька, придніпровська. Втрачені генотипи відзначалася конституціональною міцністю, стресостійкістю, високою якістю м'яса, досить низькими потребами в протеїні, доброю адаптацією до місцевих кліматичних умов і невибагливістю до кормів.

## Корми для свиней
Свині відносяться до всеїдних тварин. Їм можна згодовувати різноманітні корми, що розподіляються наступним чином: концентровані — всі зернові, насіння рослин, жмихи, макуха, висівки, комбікорми; тваринного походження — м'ясне, кров'яне, м'ясокісткове і рибне борошно, цільне молоко і вивійки, риба тощо; соковиті — зелена трава, коренеплоди, силос, сінаж тощо; грубі — сіно, полова, трав'яне борошно; мінеральні — крейда, солі заліза, кухонна сіль, червона глина, вугілля з деревини, кісткове борошно тощо. Варто звертати увагу на недопущення забруднення кормів металами, радіонуклідами, токсинами.

## Свинарство на сучасному етапі розвитку в Україні
Поголів'я свиней в Україні на 01.05.2010 року — 7952,8 тис. голів, з них в сільськогосподарських підприємствах — 3490,4 тис. голів, у господарствах населення — 4462,4 тис. голів. Однак важливим є показник не поголів'я, а обсягів виробленого м'яса. У 2009 році в Україні вироблено 550 тис. тонн м'яса свиней в забійній вазі. Цей показник свідчить, що більше ніж 70 % свинини в Україні виробляється екстенсивно, тобто при тому ж поголів'ї свиней в країнах ЄС, Канаді, Бразилії, США буде вироблено, і виробляється на 70 % свинини більше.
Ефективність свинарства залежить від генетики, технології вирощування і годівлі, здоров'я тварин і кормів. В структурі собівартості свинини найбільшу частку складають витрати на корми (до 70-80 %). Нестача поживних речовин, особливо білка, а також амінокислот, вітамінів, макро- та мікроелементів, спричиняє зниження приростів, збільшення строків відгодівлі, перевитрати кормів та, як наслідок, собівартість свинини, що вища, ніж в країнах ЄС. Зважаючи на показники виробництва свинини на даний час, виникає запитання, чи правильно ми використовуємо той ресурс, який у нас є? За минулий рік Україна виробила зернових культур 3 % від загальносвітового обсягу (так само як Бразилія і Канада), а свинини лише 0,5 % (Бразилія 3 %, Канада 2 %). Використовуються застарілі технології утримання та годівлі свиней, багато виробників свинини, а особливо населення, годують зерновими сумішами (кукурудза, пшениця, ячмінь) або незбалансованими комбікормами.
За такої ситуації конверсія корму становить 7-9 кг на 1 кг приросту, а вартість лише одних кормів на 1 кг приросту становить 10 грн., це без вартості поросяти (+ 1 грн. в собівартості 1 кг свинини), праці, енергоносіїв, ветеринарних препаратів тощо. При закупівельній ціні в Україні 12-13 грн. екстенсивне вирощування свиней не приносить прибутку або, навіть, є збитковим. Науково-дослідну роботу в Україні провадять, насамперед, галузевий Інститут свинарства НААНУ, (заснований у серпні 1930 року, м. Полтава), Інститут тваринництва НААНУ (м. Харків), Інститут тваринництва степ. районів ім. М. Іванова «Асканія-Нова» НААНУ, Інститут землеробства і тваринництва зах. регіону НААНУ (Львівська область), Науково-дослідний центр підвищення ефективності тваринництва НААНУ (м. Вишгород, Київська область) і відповідні кафедри с.-г. вузів.
Провідним виробником свинини в Україні є компанія «АПК-ІНВЕСТ». До переліку лідерів ринку входять також «Даноша», Глобинський м'ясокомбінат, «Агро-Овен», «Дружба народів», «Нива Переяславщини», Бахмутський аграрний союз, Агрокомпанія «Калита», «Галичина-Захід», «Агро-Союз», Агрокомбінат Слобожанський.
Однією із сучасних проблем свинарства в Україні є небезпека поширення небезпечної хвороби — африканської чуми свиней.